# 黄德泉
黄德泉（1964年6月—），男，汉族，安徽郎溪人，1993年2月加入中国共产党，中华人民共和国政治人物。

## 生平
1986年7月毕业于安徽师范大学汉语言文学专业，毕业后分配至宣城师范学校任教。1993年6月调至宣城地区体改委工作，先后任体改委编辑室编辑、编辑室副主任。1995年8月调入宣城地委办公室，历任宣城地委办公室副区级秘书，宣城地委办公室秘书科副科长、秘书科科长。期间于1994年8月至1996年12月参加中央党校函授学院经管专业学习。2001年3月，挂职任广德县人民政府副县长。期间于2000年9月至2002年7月参加安徽大学经济管理专业研究生课程进修班学习。2006年4月，任宣城经济技术开发区管委会副主任、工委委员。2007年11月，兼任宣城市招商局（宣城经济技术开发区招商局）局长。
2014年9月，任绩溪县委副书记，绩溪县人民政府副县长、代理县长、党组书记。同年10月，去代转正。2018年11月，任中共绩溪县委书记。2021年1月，补选为宣城市第四届人民代表大会常务委员会副主任。